# Storbritanniens Grand Prix 1951
Storbritanniens Grand Prix 1951 var det femte av åtta lopp ingående i formel 1-VM 1951. 

## Resultat
1. José Froilán González, Ferrari , 8 poäng
2. Juan Manuel Fangio, Alfa Romeo, 6
3. Luigi Villoresi, Ferrari, 4
4. Felice Bonetto, Alfa Romeo, 3
5. Reg Parnell, BRM, 2
6. Consalvo Sanesi, Alfa Romeo
7. Peter Walker, BRM
8. Brian Shawe-Taylor, Brian Shawe-Taylor (ERA)
9. Peter Whitehead, Vanwall (Ferrari)
10. Louis Rosier, Ecurie Rosier (Talbot-Lago-Talbot)
11. Bob Gerard, Bob Gerard (ERA)
12. Duncan Hamilton, Duncan Hamilton (Talbot-Lago-Talbot)
13. Johnny Claes, Ecurie Belge (Talbot-Lago-Talbot)

### Förare som bröt loppet
- Nino Farina, Alfa Romeo (varv 75, koppling), 1 poäng
- Joe Kelly, Joe Kelly (Alta) (75, för få varv)
- Alberto Ascari, Ferrari (56, växellåda)
- Philip Fotheringham-Parker, Philip Fotheringham-Parker (Maserati) (46, oljeläcka)
- David Murray, Scuderia Ambrosiana (Maserati) (44, motor)
- Louis Chiron, Ecurie Rosier (Talbot-Lago-Talbot) (41, bromsar)
- John James, John James (Maserati) (23, kylare)